# Спеццаферри, Ласло
Ласло Элио Спеццаферри (итал. Laszló Elio Spezzaferri; 9 мая 1912, Лечче — 23 декабря 1989, Верона) — итальянский виолончелист, композитор и музыкальный педагог. Сын композитора Джованни Спеццаферри.
Окончил Миланскую консерваторию (1929) по классу виолончели, недолгое время выступал как ансамблист (в том числе в составе Миланского трио с пианисткой Марией Коломбо и скрипачкой Альбертиной Феррари). Затем в той же Миланской консерватории получил дополнительное образование в области композиции (у Ренцо Босси) и дирижирования.
Преподавал в Лечче (виолончель и сольфеджио), Кальяри, Болонье и Милане. В 1951—1982 гг. директор Веронского музыкального лицея (с 1968 года — Веронской консерватории); в период руководства Спеццаферри в состав Веронской консерватории вошли в качестве подразделений музыкальные лицеи Адрии и Ровиго, в дальнейшем отделившиеся в отдельные региональные консерватории. Дирижировал оркестром консерватории.
Автор оперы «Элеонора Арборейская», симфонической поэмы «Фантазия в стиле блюз» (итал. Fantasia in bleu; 1934), концерта для виолончели с оркестром, Сказки для оркестра, Видения для струнного оркестра, Короткой сонаты для альта и фортепиано и сонатины для скрипки и фортепиано, Трёх религиозных песен для сопрано с оркестром, «Архаической сюиты» для четырёх тромбонов и др.
В Вероне вручались премии имени Ласло Спеццаферри, а с 2018 года проходит названный его именем конкурс исполнителей.